# Eugène de Sicile
Eugenius de Sicile ou de Palerme (vers 1130 – 1202) est un homme de lettres et un important traducteur du grec et de l’arabe vers le latin. Issu de la noblesse italo-grecque, ayant servi à la cour normande de Sicile durant le 12e siècle, il pratiqua une vaste carrière d’haut officier royal entre 1159 et 1202. À la suite de son père et de son grand-père, il fut honoré du titre d’amiral. Eugenius fut le dernier amiral du royaume normand de Sicile. Les détails sur les débuts de sa carrière sont inconnus, mais ses poèmes iambiques donnent un certain aperçu de celles-ci. Pendant le règne de Guillaume II (1166-89), il a été maître de la duana royal (1174-89) dans la région de Salerne, d’Amalfi, d’Apulie et de Capoue. Durant le règne de Tancrède (1189-1194), il prit le titre d’amiral qu’il honora jusqu’à la mort du Souverain. En 1194, lorsque l’empereur Henri VI (1194-1197), époux de Constance de Hauteville, fille de Roger II, s’est emparé du Royaume, Eugenius et les conseillers de la reine Sybille d’Acerra furent accusés de trahison. La plupart ont été emprisonnés en Germanie au Château de Trifels. En 1196, Eugenius fut libéré et rappelé au service du chancelier impérial Conrad de Querfurt, dans les offices de l’administration de la région d’Apulie. Après 1202, il n’existe plus de document attestant des activités d’Eugenius.

## Biographie
D'origine grecque, c'est un haut fonctionnaire de l'administration fiscale de Guillaume II de Sicile. Il devient amiral en 1190-1194 sous le roi Tancrède. Après la mort de Tancrède, ses compétences administratives lui valent d'être employé par le régime des Hohenstaufen.
Eugène de Sicile est aussi poète et traducteur (on a d'ailleurs suggéré de l'identifier au chroniqueur sicilien Hugo Falcandus). Sa traduction latine à partir de l'arabe de l'Optique de Ptolémée constitue la seule source de cette œuvre qui nous soit parvenue. Cependant, la traduction arabe sur laquelle il se base est fort imparfaite et incomplète et le latin d'Eugène est qualifié d'« assez barbare » par A. Lejeune, qui l'a édité. Le texte est dès lors parfois obscur.

## L’élite italo-grecque de la cour du royaume de Sicile
Dès l’établissement des Normands avec Roger Ier de Sicile (1071-1101) en Italie du Sud et en Sicile, une élite italo-grecque prit forme au cœur de la cour royale et se perpétua durant tout le 12e siècle. L’apparition de cette élite s’explique par la proximité du rôle qu’elle exerça auprès des rois normands. Leur rôle à la Cour constitue l’unique représentation de l’identité de cette élite que l’on retrouve dans les sources. Les poèmes d’Eugenius de Sicile, en tant qu’officier royal, figurent comme témoins de cette identité italo-grecque, ainsi que les poèmes de son prédécesseur, l’Anonyme poète de Malte, aussi officier de cour.
Le premier siège normand avait été établi à Mileto, dans la région sud de Calabre qui avait fait partie des concessions byzantines depuis la reconquête Justinienne. Au 11e siècle, la population du sud de la Calabre était majoritairement grecque et ses sujets avaient acquis un patrimoine byzantin important au niveau de l’éducation et de l’administration. Les Normands surent intégrer ces éléments culturels notables dans leur appareil d’État, comme ce fut le cas pour les éléments arabes. Au cours du règne de Roger II (1105-1154), les officiers italo-grecs de la Cour ont joué un rôle central dans l’administration royale.Cette prédominance grecque tend à s’atténuer avec le Souverain succédant, Guillaume I (1154-1166), en raison de la place grandissante des Latins à la Cour durant ce règne, ainsi que durant la régence de la reine Margarite de Navarre (1166-1171).

### Les ancêtres d’Eugenius et l’office d’amiral
L’office d’amiral a été repris par les Normands lorsque Palerme fut conquise en 1071. Dérivé du titre d’émir arabe, gouverneur de Palerme, il apparait en 1086 comme amiratus Palermi, puis se transforme en ἀμὴρ (amiral) s’étendant à tous les domaines du grand comte Roger. Les fonctions de l’amiral furent celles du contrôle de l’administration fiscale, ainsi que de l’organisation de la marine royale. L’office fut donné à des descendants grecs de grandes familles, éduquées, riches et pieuses. De même, beaucoup de Grecs ayant pratiqué dans la trésorerie impériale byzantine (vestiarion), furent employés comme trésoriers et chambellans.
Eugenius, premier de ce nom, grand-père de l’amiral Eugenius II, avait reçu du grand comte Roger en 1092, une église en ruine dans la région de Troina en Sicile. Il avait reçu l’ordre d’y fonder un monastère Basilien dédié à saint Michel. Il apparait portant l’office d’anotarius, puis dans une charte de 1169, confirmant la concession du monastère, il apparait comme Eugenius Admiratus. Il fut parmi les premiers à obtenir le titre d’amiral. Eugenius I fut aussi désigné parmi les honorables archons et par le titre de ϰύριος (maître) qui laisse entendre qu’il provenait d’une famille d’origine noble. Son fils Jean, père d’Eugenius II, fut à son tour amiral et connut une carrière militaire exemplaire durant les guerres de Roger II. La mère d’Eugenius II fut probablement la sœur de l’amiral Basil, de la famille Graffeus, à la tête de la trésorerie royale (1140), puisque dans son eulogie dédiée à Guillaume I, il précise être le neveu de celui-ci.

## Œuvres
Le royaume normand de Sicile et du sud de l’Italie fut l’une des uniques régions où les civilisations latine, grecque et arabe ont cohabité en cohésion et en paix. Durant la Renaissance du 12e siècle, c’est au sein de ce Royaume que la rencontre entre le grec et le latin a été la plus importante. Parmi les plus éminents traducteurs grecs de la cour royale figure Eugenius au côté de son collègue devancier Henricus Aristippus. Ils ont tous les deux rédigé une eulogie sur Guillaume I et ont partagé un vif intérêt à la fois pour la philosophie, la science et le naturalisme. Eugenius était principalement mathématicien, mais il était un homme de lettre établie, à la fois poète et philosophe. Il a composé des poèmes iambiques en langue grecque, dont vingt-quatre ont été conservés sous un recueil formant un commentaire de philosophie politique et morale, de science naturelle et d’événements de sa vie. Comme traducteur, il a travaillé sur la révision grecque de la fable arabe Kalīla wa-Dimna ou Stephanites kai Ichnelates, sur le thème du miroir des princes. Il a traduit du grec au latin la prophétie de Sybilla Erythraea, qui fut probablement rapporté en 1158, par Henri Astrippide alors ambassadeur royal à Constantinople. L’Amalgeste de Ptolémée a probablement été apporté au même moment. Ce dernier fut traduit vers 1160 par un traducteur inconnu, aidé d’Eugenius par sa connaissance de l’arabe. Il a aussi traduit de l’arabe au latin l’Optics de Ptolémée.

### Poésie italienne byzantine
Les vingt-quatre poèmes iambiques d’Eugenius ont été conservés dans un unique manuscrit produit au monastère Saint-Nicolas de Casole au 14e siècle, à proximité d’Otrante. Par ailleurs, durant le 13e siècle, c’est dans la région d’Otrante que la culture grecque a continué de briller. Le codex contient aussi des épigrammes d’auteurs grecs de l’école d’Otrante, ainsi que d’éminents auteurs byzantins, tel que Theodore Prodomos. Une eulogie d’Eugenius se trouve aussi dans le manuscrit, attestant de celui-ci sa longue attache à la région d’Apulie et sa notoriété en tant que poète et homme politique. Les poèmes d’Eugenius ont été composés en des temps différents et sont de longueurs variables. Certaines épigrammes plus courtes sont dédiées à des sujets religieux tels que (xi) Sur l’icône de Jean Chrysostome, (xii) Sur la table sacrée et (xiii) Sur la crucifixion. Trois poèmes sont adressés au prieur Kalos de Brindisi, probablement l’archevêque Peter de Brindisi, composés autour de 1187. Une dizaine d’iambiques sont consacrés à l’éloge de diverses vertus et à la condamnation de divers vices, thèmes répandus parmi les Byzantins de cette époque. Parmi les vices ; (ii) Gourmandise, (iii) Avarice, (vi) Verbosité, (vii) Envie, (viii) Blâme, (xx) Médisance, et parmi les vertus ; (iv) Virginité, (v) Charité, (xxiii) Modestie. Un de ses poème, Le Nénuphar de Palerme, illustre un exemple de sa qualité d’observateur naturaliste. Ses poèmes démontrent une vaste connaissance du grec ancien de l’auteur. Il partage un fond mythologique similaire au poète Anonyme de Malte, évoquant parfois les mêmes histoires, comme celle du personnage Tantale. Certains supposent que le poète Anonyme de Malte pourrait être Eugenius.  Il a aussi utilisé des thèmes d’inspirations latines, nommément provenant De consolatione philosophiae de Boèce, dont la reprise du sujet de la rota Fortuna. Il se peut qu’il ait eu accès à ce dernier par la bibliothèque du Mont-Cassino qui en détenait un exemplaire depuis le 11e siècle.

## Vie et travail d’officier royal d’Eugenius

### Homme de lettres etmagisterà laduana(1159-89)
La complexité de la diaspora, duquel émerge le royaume normand en Italie du Sud et dans laquelle Eugenius vécut, a fortement caractérisé le destin de la région jusqu’à la chute des Normands en 1194. De la domination du Saint-Empire germanique en Italie de Nord, à la proximité des Papes, aux intérêts de Constantinople, jusqu’à la gouvernance de sujets d’appartenance culturelle distincts : Lombards de Salerne et Capoue, Arabes de Sicile et Grecques d’Apulie et Calabre. La chronique historique du Liber de regno Sicilie d’Hugues Falcand, relatant les événements du règne de Guillaume I et de la régence de Marguerite de Navarre (1154-69), illustre la turbulence dans laquelle Eugenius a baigné aux débuts de sa carrière.

Certains de ses poèmes sont un écho similaire au Liber de la période du règne de Guillaume I. Il n’existe pas de trace sur l’exactitude des fonctions qu’a exercée Eugenius durant cette période. Le poème (xxiv), panégyrique sur le roi Guillaume I, a possiblement été écrit vers 1158. Il semble célébrer les réussites du souverain à dominer les coalitions, nommément par le Traité de Bénévent (1156). L’absence de désignation référant à son titre de haut fonctionnaire, sous-tend qu’il travaillait déjà à la Cour, possiblement comme notaire à la duana. Son poème (xxi) Sur la Royauté, plus tardif, décrit les qualités que doit incarner un souverain idéal. Il fait probablement référence au défaut que personnifie Guillaume I, décrit dans le Liber à partir de 1160 sous le qualitatif de tyran.
The shepherd of the flock [Eugenius declares] … is not chosen from it (for the ram does not pasture the sheep, not the bull drives the herd of cows), but from a race as much higher and more excellent as is the difference between a rational being and a dump animal … In the same way our own rulers should in truth be of a nobler order… But since it is not possible for us to reach up to a higher sphere nor to bring down from Heaven immaterial supramundane princes to be our kings, we appoint of necessity from among ourselves these present governors to rule our consent.  
Le poème s’inspire de la doctrine de Platon, teinté de Lois, Politique et République, insérant des éléments d'Homère et de la Bible, citant intégralement les versets d’Isaïe, 5 : 11 et 22. Les poèmes sur les vices, Jalousie, Médisance, Colère, laisse entendre une atmosphère de discorde et d’intrigue régnant à la Cour. Evelyn Jamison dresse une fine analyse de ces poèmes, ainsi que sur l’œuvre et la carrière d’Eugenius. Son travail Admiral Eugenius of Sicily reste aujourd’hui inégalé et n’a pas encore été dépassé.
Les premiers enregistrements conservés qui attestent de l’activité d’Eugenius au sein de la duana, ou de l’administration royale des affaires, à titre de magister, datent de 1174 dans la principauté de Salerne. En 1178, il servit dans la région de Salerne et d’Amalfi en tant que maitre de la duana de secretis et de la duana baronum, pour le compte de Walter de Moac, amiral de la marine royal et maitre des deux duana. Par la suite, aucun registre n’apparait sous son nom jusqu’en 1187 dans la région Brindisi à Apulie.
Les registres d’office de sa carrière de magister de la duana baronum, constituent un important portrait de l’activité de sa vie, de ses vues en tant que penseur politique et son rapport avec les événements contemporains au travail portant son nom. Durant le règne de Guillaume II, rien dans les Poèmes n’évoque les problèmes politiques et gouvernementaux. En ses quinze années de service fiscal sur le continent italien, Eugenius acquit une connaissance sur les caractéristiques des différentes populations, du danger de leur divergence et de la menace d’invasion étrangère.

### Eugenius, amiral royal (1190-94)
En 1183, Constance de Hauteville avait été donnée en mariage par Guillaume II à l’empereur Henri VI. Lorsque celui-ci décède en 1189 sans hérité et testament, Constance devient alors héritière légitime. Le comte Tancrède de Lecce, petit fils illégitime de Roger II, a été courroucé à Palerme en 1190, supporté du vice-chancelier Mathieu de Salerne. Reconnu en Sicile, en Calabre et en Terra d'Otranto, son règne de quatre ans, rencontre une opposition impériale de la noblesse et du haut clergé d’Apulie et de Terra di Lavoro. Du fait de son exile à Constantinople, le roi Tancrède était familier à la langue et la culture grecque qu’il avait appris. Ayant été constable et maitre justicier d’Apulie et de Terra di Lavoro dès 1181, il avait connaissance des aptitudes et de l’expérience d’Eugenius, magister de la duana.
Au printemps 1190, Eugenius est appelé à la tête de l’administration financière avec le nouveau titre de regius amiratus. Son rôle remplace le conseil d’officiers de la duana, ainsi que celui de la trésorerie du camérier du palais. Il atteint ainsi le sommet des ambitions d’un officier de famille grecque et la dignité qu’avait connue son père, grand-père et oncle. L’office d’amiral était désormais réparti sous ses deux fonctions initiales : l’amiral Magaritus de Brindisi, à la tête de la marine royale et l’amiral Eugenius, à la tête de la camera et la duana. En 1193, le Royaume connut une série d’événements qui allait mener à la chute des Normands en Sicile; le décès du chancelier Mathieu d’Ajello et du jeune roi Roger, l’état de santé critique de l’amiral Magaritus, puis le décès du roi Tancrède en février 1194.

### Tragédie de la monarchie sicilienne
Pendant la régence de la reine Sibylle, Eugenius poursuivit ses fonctions d’amiral royal et comptait parmi les conseillers de la Reine. Toutefois, en novembre 1194, Henri avait conquis une grande partie du Royaume. Il avait contraint la Reine à lui concéder le palais de Palerme, en lui promettant Tarente et le comté de Lecce pour son fils, le jeune roi Guillaume III.

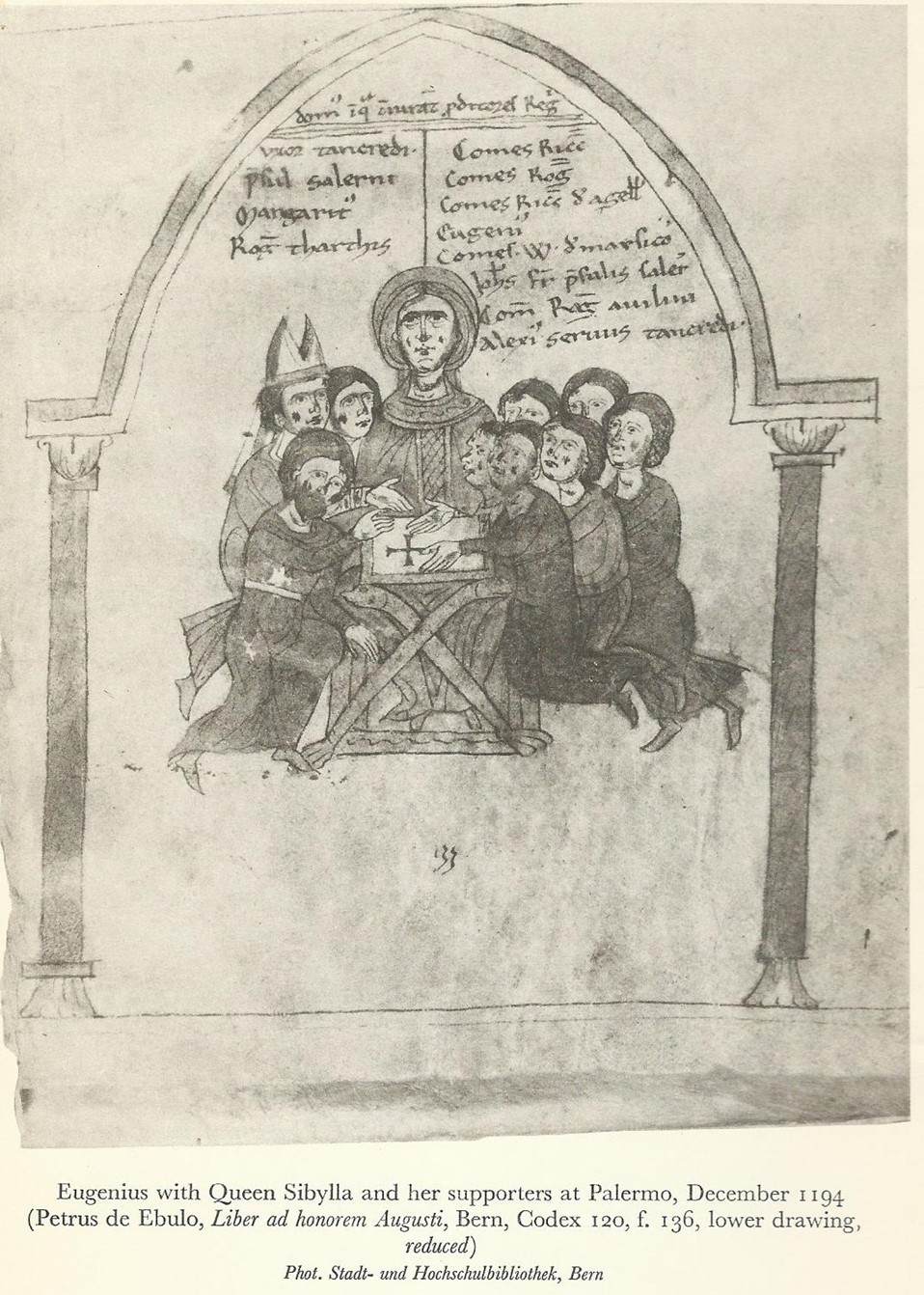
Extrait du Liber ad honorem Augusti, de Petrus d’Eboli, f. 136, représentant la reine Sybille et ses conseillers.

En décembre 1194, la Reine et ses conseillers se trouvent condamnés pour trahison et condamnés à la prison en Germanie. Guillaume III a été fait prisonnier au Château Hohenem en Autriche, la reine Sibylle et ses filles ont été confinées au couvent du Mont-Sainte-Odile, tandis que les conseillers, parmi lesquels figure Eugenius, ont été conduits à la forteresse impériale de Trifels.

L’un des poèmes d’Eugenius, (i) Sur sa captivité, a été composé en cette prison. Il constitue un témoignage considérable de cet épisode tragique et contribue à la controverse qui fit rage concernant la vérité sur les accusations portées contre Sibylle et sur les partisans. Le poème argue une préoccupation sur la tragédie de Sicile et sur les notions de complot et traitrise. Certains témoignages contemporains plaident en faveur de l’innocence de la famille royale, accusant l’Empereur d’abus et de tromperie. Les plus importants sont les chroniques des Annales du Mont-Cassin et de Ceccano. Dans son poème Sur sa captivité, il écrit :
Books and writings on all kinds of subjects, come and be my close companions and welcome my despondency into the sweetness of your society, which from my childhood up I have valued above pleasant and costly possessions.
En ce passage, Jamison note qu’il y a de bonnes raisons de penser qu’il a planifié et en partie composé en prose latine d’autres travaux comme l’Historia Hugonis Falcandi ou le Liber de Regno Siciliae. Elle précise que ces chroniques présentent des passages définis de la fable de Stephanites et Ichnelates et de Sybilla Erythraea, mais aussi de fortes similitudes avec les Poems concernant leurs approches et certains passages. Dans la conclusion du prologue d’Historia, l’auteur précise qu’il a composé ses mémoires à la cour de Sicile et qu’il a été le spectateur de ce qu’il raconte.
En juillet 1196, Eugenius est rappelé à travailler au service du chancelier impérial, Conrad de Querfurt, chargé des affaires de la province d’Apulie. Les plus hauts postes étaient alors donnés aux Germains. En 1197, il eut une forte répression de l’Empereur des partisans normands. Henri a envoyé des ordres afin de punir les otages emportés en 1194, suivant l’exécution du comte d’Acerra, frère de Sibylle. Le jeune roi Guillaume a été aveuglé et castré. Il est décédé peu après ces événements. Au début de 1198, le Pape Innocent III a finalement obtenu la libération des prisonniers survivants de Trifels, ainsi que l’autorisation pour Sibylle et ses filles à trouver refuge en France. En 1198, Eugenius est nommé maitre chambellan d'Apulie et de Terra di Lavoro et les derniers registres comportant son nom sont datés de 1202.